# ケスネー牧場
ケスネー牧場（ - ぼくじょう、Haras du Quesnay）は、フランス・カルヴァドス県ドーヴィルにある競走馬の生産及び種牡馬の繋養を行う牧場である。ケスネイ牧場と表記されることもある。

## 歴史
- 1907年 - ウィリアム・キッサム・ヴァンダービルトによって設立。
- 1958年 - アレック・ヘッドが購買。
- 2022年 - 牧場の全区画をシェブーブ家と実業家のステファーヌ・クルビに売却。種牡馬4頭は移籍し、繁殖牝馬と仔馬は繁殖セールに上場される[1]。

## 主な生産馬
- Astec / ジョッケクルブ賞（1967年フランスダービー）
- トレヴ / 2013年 ディアヌ賞、 ヴェルメイユ賞、 凱旋門賞 、2014年 凱旋門賞、2015年 サンクルー大賞

## 主な繋養種牡馬
- Attendu
- Motivator / モティヴェーター
- Recoletos
- Emperor Jones / エンペラージョーンズ（1996年 - 2002年、輸出）
- Green Dancer / グリーンダンサー（1976年 - 1981年、輸出）
- Octagonal / オクタゴナル（1998年、シャトル馬）
- Prince Taj / プラーンスタージ（1960 - 1966年、輸出）
- Anabaa / アナバー（1997年 - 2009年）
- Highest Honor / ハイエストオナー（1988年 - 2009年）
- Bering / ベーリング（1987年 - 2011年）
- Iron Mask / アイアンマスク（2002年 - ）
- Numerous / ニューメラス（1996年 - ）
- Panis / パニス（2002年 - ）
- Sevres Rose / セブールローズ
- Gold Away / ゴールドアウェイ（2000年 - ）
- Full Of Gold / フルオブゴールド
- Mr Sidney / ミスターシドニー
- Kentucky Dynamite / ケンタッキーダイナマイト（2008年 - ）
- Dunkerque / ダンケルク
- Fuisse / フュイッセ
- Youmzain / ユームザイン
- Anodin
- Intello / アンテロ